# ジュリアン (ファッションモデル)
ジュリアン（Julien、1981年8月27日 - ）は、日本の男性ファッションモデル。フランス人と日本人のハーフである。
兵庫県出身。ビーナチュラル所属。
ストリート系からモード系まで幅広いジャンルのファッション雑誌でモデルとして活躍。バンド活動もしている。
趣味、特技はサッカー、サッカーゲーム。

## 出演

### 雑誌
- MEN'S NON-NO
- smart
- smartMAX
- FINEBOYS
- Boon
- samurai magazine
- HDP
- Men's JOKER
- Begin
- street Jack
- COOL TRANS
- HUgE
- BOYS RUSH
- MOVE
- soup
- JILLE
- CUTiE
- PS
- mina

### ショー
- Margaret Howell
- Candy stripper
- THEATRE PRODUCTS

### 広告
- NICOL
- 丸井
- columbia
- フェリシモ
- スワッガー
- FILA
- ルミネ